# Phùng Văn Tửu (dịch giả)
Giáo sư Phùng Văn Tửu (10 tháng 4 năm 1935 – 9 tháng 3 năm 2022) là nhà giáo, dịch giả, nhà nghiên cứu phê bình văn học Pháp và văn học phương Tây thế kỷ 20. Ông xuất thân trong một gia đình trí thức nhà Nho thuộc làng gốm Bát Tràng, xã Bát Tràng, huyện Gia Lâm, thành phố Hà Nội. Hiện ông là hội viên Hội Nhà văn Việt Nam.
Giáo sư Phùng Văn Tửu là thành viên của Hội đồng xét chức danh Nhà nước ngành văn học từ 1990 đến 2005, ủy viên Hội đồng liên ngành Văn học-Báo chí Đại học Quốc gia Hà Nội nhiệm kỳ 2006-2011.

## Tiểu sử
Phùng Văn Tửu sinh ngày 10 tháng 4 năm 1935 (Ất Hợi), tại Bát Tràng, huyện Gia Lâm, Hà Nội.
Năm 1959-1961: ông làm công tác nghiên cứu, giảng dạy văn học phương Tây ở Đại học Tổng hợp Hà Nội.
Năm 1961-1969: ông làm công tác nghiên cứu, giảng dạy văn học phương Tây ở Đại học Sư phạm Vinh.
Từ năm 1969 đến khi nghỉ hưu năm 2002: ông làm công tác nghiên cứu, giảng dạy văn học Pháp ở Đại học Sư phạm Hà Nội
Ông được phong học hàm giáo sư năm 1991 và từng đảm nhiệm cương vị chủ nhiệm bộ môn văn học Phương Tây thuộc khoa Ngữ Văn, Đại học Sư phạm Hà Nội.
Ông qua đời năm 2022 tại Hà Nội.

## Một số công trình chính
Giáo sư Phùng Văn Tửu đã hướng dẫn thành công 2 luận án tiến sĩ, 10 luận văn thạc sĩ; công bố khoảng 70 bài báo trên các tạp chí trong nước; xuất bản trên 10 cuốn sách, giáo trình và sách chuyên khảo phục vụ cho học tập và nghiên cứu.

### Nghiên cứu
- Lui Aragông (1987);
- Tiểu thuyết Pháp hiện đại, những tìm tòi đổi mới (1990);
- Danh nhân, dưới dạng tiểu thuyết hóa: Jean-Jacques Rousseau (1978, tái bản 1996).
- Cảm thụ và giảng dạy văn học nước ngoài (2002, tái bản có sửa chữa và bổ sung 2008)
- Tiểu thuyết trên đường đổi mới nghệ thuật (2010)

### Dịch thuật
- Người đi xuyên tường (tuyển tập truyện ngắn của nhà văn Pháp Marcel Aymé, 1983);
- Những tùy bút về hội họa (của nhà văn Pháp Diderot, 1988);
- Ông bạn đẹp (tiểu thuyết của nhà văn Pháp Guy de Maupassant, 1989);
- Vụ án (tiểu thuyết của Kafka, 1989);
- Mười giờ rưỡi đêm hè (tiểu thuyết của nhà văn Pháp Marguerite Duras, 1990);
- Bọn làm bạc giả (tiểu thuyết của nhà văn Pháp André Gide, 2 tập, 1992).
- Truyện dân gian Pháp (2004)
- Henani-kịch 5 hồi-100 kiệt tác kịch thế giới (tác giả Victor Hugo, 2006)
- Mỹ học (tác phẩm của Diderot, 2006)
- Những huyền thoại (tác giả Pháp Roland Barthes, 2008)
- Cháu ông Rameau (tác giả Diderot)

### Khác
- Đồng chủ biên cuốn Từ điển văn học 2 tập đầu tiên tại Việt Nam và đồng chủ biên Từ điển văn học (bộ mới) với các Giáo sư Đỗ Đức Hiểu, Nguyễn Huệ Chi, Trần Hữu Tá.

## Giải thưởng
Giáo sư Phùng Văn Tửu là một trong 4 nhà giáo thuộc tổ Văn học nước ngoài, khoa Ngữ Văn, Đại học Sư phạm Hà Nội được Bộ Giáo dục và Đào tạo Việt Nam phong tặng danh hiệu nhà giáo ưu tú (bên cạnh GS. Nguyễn Hải Hà, PGS.TS. Đặng Anh Đào và PGS. Lưu Đức Trung).
Giáo sư cũng được Nhà nước Việt Nam trao tặng Huân chương Lao động hạng 3 năm 2001, Giải thưởng Nhà nước về khoa học và công nghệ đợt 3, năm 2005 cho cụm công trình về tiểu thuyết Pháp nửa sau thế kỷ 20, gồm 3 cuốn: Lui Aragông, Nhà xuất bản Đại học và Trung học chuyên nghiệp, Hà Nội, 1987; Nhà xuất bản Giáo dục, Hà Nội, 1997; Tiểu thuyết Pháp hiện đại - những tìm tòi đổi mới, Nhà xuất bản Khoa học xã hội, Hà Nội, 1990, tái bản 2002; và Tiểu thuyết Pháp bên thềm thế kỷ XXI, Nhà xuất bản Thành phố Hồ Chí Minh, Tp. Hồ Chí Minh, 2001.

## Thông tin khác về đời tư
Gia đình ông Phùng Văn Tửu có 9 anh chị em (5 gái, 4 trai). Cả bốn anh em trai ông đều được đặt tên là Phùng Văn Tửu. Giáo sư Phùng Văn Tửu là em trai (Tửu em) của cố Phó Chủ tịch Quốc hội Việt Nam Phùng Văn Tửu (Tửu anh), người được nhà nước Việt Nam truy tặng Huân chương Hồ Chí Minh ngày 5 tháng 1 năm 2011; là anh trai của ông Phùng Văn Tửu (Tửu ba) - nguyên Hiệu trưởng Trường công nhân cơ khí nông nghiệp (nay là Trường Cao đẳng nghề Cơ khí Nông nghiệp, Hương Canh, Vĩnh Phúc); là anh trai của ông Phùng Văn Tửu (Tửu nít) - sĩ quan quân đội nghỉ hưu.
Phu nhân GS. Phùng Văn Tửu là bà Bùi Thị Bích Ngọc, nguyên giáo viên các trường cấp 2 Quang Trung (Hoàn Kiếm), Mai Dịch (Từ Liêm), Vân Canh (Hoài Đức). GS. Phùng Văn Tửu có hai con trai là Kiến trúc sư Phùng Thế Vinh (Bộ Xây dựng) và Đại sứ Phùng Thế Long (Bộ Ngoại giao).